# Slavernijmonument (Tilburg)
Het Slavernijmonument in de Nederlandse stad Tilburg herinnert aan het Nederlandse slavernijverleden. Het beeld, een meisje zittend op 'gebroken ketenen', is een ontwerp van kunstenaarsduo Dedden & Keizer. Het werd onthuld op 1 juli 2022 op het Burgemeester Stekelenburgplein in de Tilburgse Spoorzone.

## Beschrijving
Het monument is uitgevoerd in brons. Twee opengebroken schakels verbeelden de ketenen die gebroken zijn. Dit verwijst naar de (wettelijke) afschaffing van de slavernij in het Koninkrijk der Nederlanden op 1 juli 1863, ook wel ketikoti of emancipatiedag genoemd. Op de horizontale schakel zit een meisje, realistisch vormgegeven maar groter dan levensecht. Met haar ogen gesloten en één hand op de schakel heeft ze contact met het verleden in een moment van bezinning. Het spoor van gouden bolletjes verwijst naar de glazen kralen die indertijd gebruikt werden als betaalmiddel.

## Totstandkoming
In Tilburg wonen veel nazaten van slaafgemaakten uit Suriname en de voormalige Nederlandse Antillen. Op 1 juli 2018 vond in het Tilburgse Vrijheidspark de eerste officiële herdenking van de afschaffing van de slavernij plaats, georganiseerd door de stichting Gedeeld Verleden, Gezamenlijke Toekomst Tilburg. Tijdens deze herdenking deed burgemeester Weterings de toezegging dat in het Vrijheidspark een slavernijmonument zou komen. In 2020 werden de eerste verkennende stappen gezet door een klankbordgroep onder begeleiding van cultuurorganisatie Kunstloc Brabant. In overleg met deze groep besloot de gemeente het toekomstige beeld te gaan plaatsen op het Burgemeester Stekelenburgplein, aan de achterzijde van het vernieuwde Centraal Station. De ruimte in het Vrijheidspark zou te beperkt zijn met het oog op herdenkingsplechtigheden. Van dit besluit werd niet meer afgeweken. De selectiecommissie vroeg drie kunstenaars om een schetsontwerp te maken. In 2021 konden inwoners van Tilburg online stemmen op hun favoriete ontwerp. Het winnende ontwerp, van Dedden & Keizer, vertelt volgens de selectiecommissie over 'gevangenschap en lijden', maar is tegelijkertijd ook 'hoopvol en toekomstgericht'.

## Onthulling
Op 1 juli 2022 werd het beeld als eerste slavernijmonument in Brabant onthuld door burgemeester Weterings en de commissaris van de Koning Ina Adema - samen met het meisje dat model heeft gestaan voor het beeld. In zijn toespraak zei de burgemeester dat het monument een krachtig symbool is 'zodat we niet vergeten wat mensen is aangedaan die ooit tot slaaf zijn gemaakt' en waarmee 'we erkennen dat racisme nog steeds wortelt in de maatschappij'.
In januari 2023 werd het slavernijmonument met witte verf beklad. De gemeente Tilburg deed aangifte.